# هان گیونگ-سی
هان گیونگ-سی (انگلیسی: Han Gyong-si؛ زادهٔ ۱۸ مهٔ ۱۹۵۴) وزنه‌بردار اهل کره شمالی بود.